# Robert Tworogal
Robert Tworogal (ur. 5 października 1994 r. w Wilnie) – litewski gimnastyk narodowości polskiej. Złoty medalista Igrzysk Europejskich i srebrny Mistrzostw Europy w gimnastyce. Jako pierwszy zawodnik z Litwy brał udział w letnich igrzyskach olimpijskich młodzieży w gimnastyce w 2010 roku.
Tworogal jest absolwentem Szkoły Średniej im. Szymona Konarskiego w Wilnie (dzisiaj Gimnazjum im. Szymona Konarskiego). Reprezentował jako jedyny z polskiej społeczności Litwę podczas Igrzysk Olimpijskich w Rio de Janeiro.
W 2021 roku zdobył brązowy medal na drążku w Pucharze świata w gimnastyce sportowej w tureckim Mersin.
Ostatecznie mimo kontuzji zajął 42. miejsce, zdobywając 82,497 pkt. W poszczególnych konkurencjach był: w skoku 15. miejsce (13,849 pkt.) w ćwiczeniach na drążku 39. (14,166 pkt.), w ćwiczeniach wolnych 51. miejsce (13,866 pkt.), koń z łękami 56. (13,366 pkt.), na poręczach 57. (13,500 pkt.), na kółkach – 61. (13,466 pkt.). Jego trenerem jest Jewgienij Izmodienow. 
Jest mistrzem Litwy w wieloboju gimnastycznym.
30 czerwca 2019 zdobył złoty medal na Igrzyskach Europejskich w Mińsku. W 2022 na Mistrzostwach Europy sięgnął po srebrny medal.

## Osiągnięcia
| 2010 | Mistrzostwa Europy Juniorów                | Birmingham, Wielka Brytania | 8  | Ćwiczenia na drążku |
| 2010 | Letnie Igrzyska Olimpijskie Młodzieży 2010 | Singapur, Singapur          | 23 | Wielobój            |
| 2010 | Letnie Igrzyska Olimpijskie Młodzieży 2010 | Singapur, Singapur          | 7  | Ćwiczenia na drążku |
| 2019 | Igrzyska Europejskie 2019                  | Mińsk, Białoruś             | 1  | Ćwiczenia na drążku |
| 2022 | Mistrzostwa Europy 2022                    | Monachium, Niemcy           | 2  | Ćwiczenia na drążku |